# Finn Rasmussen
Finn Rasmussen (født 22. december 1920 i Holstebro, død 18. juli 2015 smst.) var en dansk kajakroer og musikhandler. 

## Kajakkarriere
Finn Rasmussen deltog i OL 1948 i London, hvor han sammen med Alfred Christensen (begge fra Kajakklubben Pagaj i Holstebro) stillede op i toerkajak på 10.000 m. Konkurrencen blev afholdt på Themsen ved Henley, men banen var ikke stor nok til at rumme alle 15 deltagende både, og kajakkerne blev derfor sendt af sted med 30 sekunders mellemrum, hvilket gjorde det vanskeligt at bedømme, hvordan man lå i forhold til konkurrenterne. Konkurrencen blev en nordisk triumf, idet de tre medaljer gik til henholdsvis Sverige, Norge og Finland, mens danskerne blev nummer fire. Det var lige før, at danskerne ikke fik lov til at deltage, fordi deres helt nye kajak, en gave fra idrætsforbundet i hjembyen, var for to centimeter for smal, men det lykkedes Rasmussen, der var tømrer, at udvide kajakken, så den overholdt reglerne.
Christensen og Rasmussen stillede en uge senere også op til VM, der også blev roet på Themsen, og her gik det bedre, idet de hentede sølv på 500 m (efter svenskerne Thor Axelsson og Nils Björklof og foran deres danske holdkammerater Bernhard Jensen og Ejvind Hansen).